# Carlos Caride
Carlos Caride (Buenos Aires, Argentino, 31 de octubre de 1940 - Buenos Aires, Argentina, 28 de mayo de 1976), fue un guerrillero argentino. Fue uno de los fundadores de la organización guerrillera Fuerzas Armadas Peronistas y luego militó en la agrupación Montoneros.

## Actividad política inicial
Pertenecía a una familia modesta del barrio de San Telmo y al ocurrir el golpe de Estado del 16 de junio de 1955 estuvo entre quienes acudieron a la Plaza de Mayo en defensa del gobierno de Juan Perón. Trabajó como mensajero en el Correo  a los 15 años y hacia fines de 1957 se incorpora al Comando Centro, que se reunía en la esquina de Corrientes y Esmeralda y realizaban acciones contra la dictadura gobernante, primero con panfletos y manifestaciones relámpago y luego con atentados con bombas caseras. 
Tuvo relación con otros jóvenes que en ese momento participaban del movimiento de Resistencia Peronista como Jorge Rulli, Envar El Kadri, Héctor Spina y Gustavo Rearte y con sindicalistas como Julio Troxler, Jorge Fernando Di Pascuale, Sebastián Borro y Andrés Framini. Se integró a la Juventud Peronista y después de la elección de Arturo Frondizi como presidente continuó con las acciones de resistencia;  cuando se forma la Mesa Directiva de la JP a fines de 1961 es nombrado responsable de seguridad. 
Por esa época, el grupo tuvo relación con agrupaciones que habían elegido la vía de la lucha armada como los Uturuncos, un foco guerrillero rural peronista cuya primera acción fue el asalto a la comisaría de Frías (segunda población de importancia en la provincia de Santiago del Estero el 25 de diciembre de 1959 pero que, mal entrenado y carente de apoyo entre la población, quedó desbaratado en poco tiempo por las fuerzas de seguridad. También con el general Miguel Ángel Iñiguez, un exmilitar peronista que preparó un golpe de Estado para el mes de noviembre de 1960, que fracasó antes de estallar, y que terminó años después en las fuerzas de choque del ala derecha del peronismo.

## Homicidio de la estudiante Melena
Caride se relacionó con grupos nacionalistas del peronismo. El 9 de junio de 1962 se realizó un acto en el bar de la Facultad de Derecho como homenaje al intento de alzamiento de la misma fecha de 1956. Cuando un estudiante estaba hablando parado sobre una mesa, otro lo interrumpió e increpó “por qué no se hace también un homenaje a los hermanos Cardoso”.  Había un grupo de personas que venía a proteger a los oradores; en el mismo se encontraban integrantes de las agrupaciones estudiantiles nacionalistas Sindicato de Derecho y Asociación Nacional de Estudiantes de Derecho y otras personas que no eran estudiantes entre los que estaban Ricardo Polidoro, un militante de la Organización Tacuara y Carlos Caride, quienes en ese momento comenzaron a disparar, sin que del sumario administrativo ni del juicio penal posteriores surgiera que hubiera existido un enfrentamiento entre dos bandos. Uno de los disparos alcanzó y mató a la estudiante de asistente social Norma Beatriz Melena que no participaba del acto y sólo pasaba en las cercanías. 
La sentencia de primera instancia, confirmada por la Cámara de Apelaciones condenó por “homicidio y lesiones en riña” e “intimidación pública” a Polidoro a 4 años de cárcel y Caride a 6 años.
Caride estuvo preso primero en la Cárcel de Caseros y después en el penal de Resistencia, provincia del Chaco, donde aprovecha a estudiar pensadores de la izquierda nacional como Juan José Hernández Arregui y Jorge Abelardo Ramos. Todavía cumpliendo la pena, fue nombrado director de la revista ‘’Trinchera’’ en su segunda etapa.
Hacia 1963, un grupo dirigido por Rearte había formado la Juventud Revolucionaria Peronista, con una posición muy crítica del sindicalismo y la conducción partidaria peronistas, separándose de la agrupación originaria. En los debates sobre la acción armada y la acción política, Caride estaba a favor de una organización para la lucha guerrillera que no fuera antagónica con las estructuras políticas y gremiales del peronismo. 
Cuando salió de prisión, Caride fue uno de los fundadores de las Fuerzas Armadas Peronistas, que pretendía combinar la guerrilla rural influenciada por el caso cubano y la urbana, de inspiración tupamara.
En 1968, las FAP instalaron un campamento integrado por 14 guerrilleros (13 varones y una mujer: Amanda Peralta), denominado "El Plumerillo", en la localidad de Taco Ralo, Tucumán, con el fin de realizar entrenamiento militar. El 19 de septiembre de 1968 el grupo fue sorprendido por la Policía, que los puso a disposición de la justicia y Caride pasó a la clandestinidad.

## Homicidio del policía Mattos y encarcelamiento
En abril de 1969 cuando se encontraba en su departamento con otros dos militantes, su compañera Aída Filippini y Miguel Zavala Rodríguez resisten un allanamiento, en el enfrentamiento matan al oficial de policía Jorge Mattos y fueron detenidos.
Las FAP reaparecieron en 1969 y 1970 con varias acciones de guerrilla urbana y en 1971 tuvieron una división cuando un grupo impulsó una orientación “clasista”, más cercana al marxismo, postulando una organización autónoma respecto de las estructuras del peronismo, en tanto el otro, denominado “oscuro” o “movimientista”, apoyados en textos de El Kadri se oponían a ella. Caride adhirió a esta última postura y tanto él como El Kadri adhirieron al sector “movimientista” y fueron marginados de la organización que tenían las FAP dentro de la cárcel.
Caride participó de una huelga de hambre realizada en julio de 1972 por las condiciones del encarcelamiento de detenidos políticos en el buque Granaderos y pocos meses después fue trasladado, al penal de Rawson, provincia de Chubut y luego al buque Granaderos.

## Elecciones y liberación
La candidatura de Héctor J. Cámpora a la presidencia de la Nación en las elecciones convocadas por el gobierno militar suscitó en las FAP una discusión en la que Caride, El Kadri, Néstor Verdinelli y Samuel Leonardo Slutzky apoyaban al candidato desde la unidad penitenciaria 9 de La Plata. Cámpora ganó y al asumir el cargo el 25 de mayo de 1973 los presos políticos fueron liberados. El gobernador de Buenos Aires, Oscar Bidegain, que ese año lo había visitado en la cárcel, le dio el cargo de Director de Defensa Civil y luego el de inspector de casinos en Mar del Plata, donde a principios de 1974 conoció a Norma Burgos que fue su pareja hasta la muerte y con quien tuvo dos hijas, y ambos regresaron a Buenos Aires.
Caride participó como delegado de las FAP en los preparativos dentro del convulsionado peronismo del recibimiento a Perón, concurrió en la columna de Peronismo de Base y presenció desde el palco la emboscada conocida como Masacre de Ezeiza.
Después que el 27 de agosto de 1973 las FAP asesinaron al dirigente sindical de los obreros de la construcción Marcelino Mansilla, el sector encabezado por El Kadri y Caride se separó de la organización y fundaron FAP-17 de octubre y con críticas a la vía de la lucha armada apoyan la candidatura de Perón a la presidencia en las elecciones convocadas por la renuncia de Cámpora.
En marzo de 1974 el comisario Luis Margaride lo detuvo, acusándolo de participar con El Kadri y Troxler en un complot para matar a Perón, a los tres meses fue liberado. Después Caride rompió con las FAP-17 de octubre y se unió a Montoneros sin que lo siguieran sus compañeros de organización. En el acto del 1° de mayo de 1974 condujo una de las columnas de Montoneros que se retiró de la Plaza de Mayo en desacuerdo con las expresiones que tuvo el presidente Perón en su discurso. Su última aparición pública fue en el entierro de Troxler, asesinado el 20 de septiembre de 1974 por la Triple A.
El 28 de mayo de 1976 mientras participaba de un intento de apoderamiento de armas fue muerto por la policía en el intercambio de disparos, ocasión en que Roberto Carri que lo acompañaba fue malherido. Su cuerpo fue llevado por sus compañeros y enterrado en un jardín.
Su esposa estuvo detenida-desaparecida en el centro de detención clandestino en la Escuela de Mecánica de la Armada entre 1977 y 1979, en que fue liberada.